# Ong Long
Re Ong Long, il cui nome regale fu Samdach Brhat Chao Maha Sri Ungalankaya Chandapuri Sri Sadhana Kanayudha (Vientiane, XVIII secolo – Vientiane, 1767), è stato il secondo sovrano del Regno di Vientiane, nell'odierno Laos centrale.
Salì al trono nel 1730 alla morte del padre e predecessore Setthathirat II, durante il cui regno il precedente glorioso Stato di Lan Xang si era frazionato nei Regni di Luang Prabang, di Champasak e di Vientiane.
Parte delle informazioni che riguardano Ong Long provengono dalle missioni dei gesuiti italiani presenti nel paese, che erano state ammesse a Lan Xang per la prima volta da Surigna Vongsa, il grande re che aveva regnato dal 1638 al 1690 e che aveva portato l'antico regno al massimo splendore. I resoconti dei missionari si limitarono però a descrivere principalmente gli aspetti religiosi della vita del paese.

## Biografia

### Premesse
Ong Long nacque a Vientiane con il titolo di principe Lankaya, era il primogenito del re Setthathirat II e di una nobile vietnamita di Huế, la città dell'odierno Vietnam centrale dove era nato il padre. Setthathirat II era stato l'ultimo re di Lan Xang; era salito al trono nel 1698 guidando un'armata vietnamita che aveva invaso Vientiane, ed aveva deposto il precedente re Nan Tharat in un periodo di grave instabilità del regno. Gli antichi conflitti interni all'aristocrazia di corte ed ai vari rami della casa reale si erano acuiti maggiormente con la sua ascesa al trono ed avevano portato al frazionamento di Lan Xang nel 1707.
Con l'intermediazione del re del Siam Phetracha, Setthathirat II ed il cugino Kitsarat si erano accordati per la spartizione dello Stato, al primo era toccato il Regno di Vientiane Lan Xang ed al secondo quello di Luang Prabang Lan Xang. Nel 1713 si era staccato da Vientiane anche il Regno di Champasak, il cui trono era stato affidato a Soi Sisamut, fratellastro di Setthathirat II.

### Re di Vientiane
Negli anni seguenti non si erano registrati altri eventi di grande rilievo e Setthathirat II morì nel 1730. Il Consiglio di Stato proclamò re suo figlio, il principe Lankaya, che salì al trono con il nome regale Ong Long. Il nuovo sovrano nominò viceré il fratello minore Sadet Chaofa Jaya, detto anche Khuang Na. La maggior parte del periodo in cui Ong Long regnò, Vientiane conobbe un periodo di pace ed il regno si stabilizzò dopo i grandi eventi di inizio secolo. Solo negli ultimi anni di regno, Ong Long dovette fronteggiare due ribellioni.
La prima fu quella guidata dal principe Thao Kukeo, figlio dell'ex governatore della Provincia di Nakhon Phanom Phra Borom Raja, che nel 1709 aveva tentato di impadronirsi di Vientiane. Le armate del padre erano state respinte e Setthathirat II aveva ripreso il controllo della provincia nel 1715, alla morte di Borom Raja, costringendo Thao Kukeo a fuggire nel neonato Regno di Champasak. Diversi anni dopo Thao Kukeo organizzò la rivolta contro Vientiane, ottenendo il supporto di diverse municipalità dell'odierno Laos centrale. Con l'aiuto di un'armata vietnamita, nel 1764 Thao Kukeo prese il controllo dell'odierna Thakhek costringendo alla fuga il governatore Thao Kamsing, che con i suoi uomini si rifugiò nelle campagne in attesa dei rinforzi di Vientiane. Non pago, Thao Kukeo mosse all'attacco delle municipalità situate sull'altra sponda del Mekong, ma durante la traversata del fiume le sue truppe furono vittima di un'imboscata tesa dal governatore di quella provincia. I ribelli subirono gravi perdite e Thao Kukeo fu catturato.
Nel 1766, un alto ufficiale a nome Phra Vorarad Vongsa si ribellò a Ong Long, ed a capo dei suoi uomini lasciò la capitale, oltrepassò il Mekong e si installò nell'odierna Provincia di Nong Bua Lamphu, proclamandosi sovrano di uno Stato indipendente. Ong Long provò inutilmente a raggiungere un accordo con il ribelle, e chiamò poi in aiuto il governatore della Provincia di Nakhon Ratchasima, che a quel tempo faceva parte del Regno di Vientiane. Le truppe di Korat ebbero la meglio su quelle dei rivoltosi, e Vorarad Vongsa si rifugiò a sud, nell'odierna Provincia di Ubon Ratchathani, che era allora parte del Regno di Champasak. La sua perseveranza avrebbe qualche anno più tardi fornito l'occasione al Siam di sottomettere i tre regni laotiani.
In ambito internazionale, gli anni Sessanta del XVIII secolo videro il ritorno della Birmania al ruolo di protagonista nelle vicende politiche del sudest asiatico. La nuova Dinastia Konbaung, fondata dal re Alaungpaya, nel 1759 aveva portato a termine la riunificazione del paese dopo la dissoluzione del Regno di Taungù. L'espansione ad est si era arrestata nel 1760 per la morte accidentale di Alaungpaya durante l'assedio di Ayutthaya, la capitale del Siam. Seguì un periodo di turbolenze interne e nel 1763 il nuovo re birmano Hsinbyushin riconquistò la sovranità sul Regno Lanna, persa durante il declino di Taungù. Nel 1765 le armate birmane sottomisero il Regno di Luang Prabang ed il 7 aprile 1767 posero fine al Regno di Ayutthaya, radendo al suolo la capitale. La pressione a cui fu sottoposto il Regno di Vientiane dai birmani avrebbe contribuito alla conquista siamese del 1779.

## Successione
Ong Long morì a Vientiane nel 1767, e gli succedette il fratello Bugna, detto anche Ong Bun, che era dal 1735 governatore dell'odierna Provincia di Xiangkhoang e divenne re di Vientiane con il nome regale Bunsan. Il nuovo sovrano avrebbe dovuto affrontare uno dei momenti più duri nella storia del popolo lao, quando nel 1779 Vientiane fu conquistata dalle truppe siamesi di re Taksin del nuovo Regno di Thonburi, sorto dalle ceneri di quello di Ayutthaya. Il Regno di Vientiane divenne così vassallo dei siamesi e non sarebbe mai più riuscito ad ottenere l'indipendenza. Sarebbe stato annesso dal Siam nel 1828, dopo il vano tentativo del re Anuvong di liberarsi dal controllo di Bangkok.

## Altra ipotesi sul successore di Setthathirat II
Il laotiano Maha Sila Viravong, uno degli studiosi più autorevoli della storia di Lan Xang, sostenne che il successore di Setthathirat II non sia stato Ong Long ma Ong Bun, un altro figlio del monarca, che avrebbe regnato su Vientiane dal 1730 al 1779 con il nome regale Bunsan. Secondo Viravong, gli avvenimenti descritti in questa voce accaddero durante il regno di Bunsan, che fu deposto e costretto alla fuga dagli invasori siamesi nel 1779 per tornare l'anno seguente a Vientiane, dopo il ritiro delle truppe di Bangkok. Morì nel 1781 a Vientiane e lasciò il trono al figlio Nanthesan.